# David Silveria
David Silveria (San Leandro, Kalifornia, 1972. szeptember 21. –) az L.A.P.D.-ben kezdett, majd 1993 és 2006 között a Korn dobosa volt. Brian Welchcsel együtt ő is megtért, ő is keresztény lett. 2012 januárjában bejelentette, hogy az INFINIKAban dobol, ezzel egy ötéves zenei szünetet szakított meg.

## Zenei karrier

### L.A.P.D.(1989-1993)
Amikor megalapították az L.A.P.D.-t, szükségük volt egy dobosra. Nem volt olyan ismerősük, aki vállalta volna ezt a feladatot, így feladtak egy hirdetést, amelyben úgy írták le magukat, mint egy: "funk, thrash metal és groove metal elemeket ötvöző bandát". Silveria válaszolt a hirdetésre, aki ekkor még csak tizenhat éves volt, mégis felvételt nyert a bandába. Felvettek négy számot, név szerint: "James Brown", "Stinging Like a Bee", "Jesus", és "Don't Label Me".
A banda ezek után elhagyta Bakersfieldet, és Los Angelesbe ment. Silveriát ezért kirúgták a középiskolából. Egyedül Shaffer akart Bakersfieldben maradni, de amikor szakított a barátnőjével, ő is követte az együttest. 1991-ben a banda felvette a Triple X Recordsnál az első rendes studióalbumát, ami 11 számot tartalmazott. Május 3-án adták ki az indie rock és alternatív rock elemeket ötvöző lemezt. Soha nem ért el nagy sikert.
A lemez után nem sokkal kilépett Pete Capra. Egy Corey nevű sráccal pótolták /teljes nevét nem tudni/, ám kábítószer miatt kirúgták. Ezek után bevették a csapatba Jonathan Davist, és Reginald Arvizu régi ismerősét, Brian Welch "Headet", és megalapították a Kornt.

### Korn(1993-2006)
Miután megalapították a Kornt, és felvették a Neidermeyer's Mindot, a banda ajánlatot kapott az Immortal/Epic kiadótól, hogy ott vegye fel a Korn (album)ot. Így is történt. A See You on the Other Side-ig minden lemezüket ott vették fel. Egyébiránt a See You on the Other Side Silveria utolsó albuma a Kornnal, de az addigi összes albumon ő dobolt.
A "Sick and Twisted 2000" és "Summer Sanitarium" turnékat is kihagyta 2000-ben, Mike Bordinnal helyettesítették, a Faith No Moreból. Hiányzásának okai sérülések voltak. Az Untouchablesről azt mondta, hogy: "túl kib@szottul keményen dobolt" rajta.
2006. december 13-án, szerdán, a See You on the Other Side népszererűsítése miatti turné után Silveria bejelentette, hogy egy időre kilép a Kornból. Jonathan Davis később bejelentette, hogy valószínűleg nem lesz rajta a következő, Címtelen Korn-albumon. Silveria saját éttermet nyitott. 2009-ben bejelentették, hogy Ray Luzier fogja pótolni. David azóta sem tért vissza a Kornba.

### Kornután (2006-2012)
2008 júniusában több pletyka is volt arról, hogy David egy új bandát alapít, aminek a neve Satellite Syndrome, ám ez nem igaz, alaptalan. David minden idejét a gyerekeinek és az éttermeinek szentelte. Volt egy steak háza, amit később egy Rock and Sport nevű bárra cserélt, és van egy sushi étterme. Igaz, a sushi éttermének már csak az 50%-a az övé, ugyanis a felét az exfeleségének adta a váláskor. Jonathan Davis azt állítja, hogy nem hallott Davidről semmit se, amióta kivált a Kornból. Davidet eltávolították a Korn hivatalos oldaláról, és mostanában a Myspace oldalukról is.
Egyszer reklámozta Lil Kimet, egy műsorban, és úgy mutatta be magát, hogy "David Silveria, a Kornból".
Jonathan Davis 2011. július 25-én azt mondta, hogy David Silveria kiválásának ugyanaz az oka, mint Brian Welch kiválásának. "Az ok a drogok. Mindent elb@sznak..."

David Silveria azt mondta, hogy a többiek túl komolyan vették a zenélést, nem hagyták őt sokszor békén. 
Azok a srácok minden éjszakát zenéléssel vesztegettek el. Sokszor még inni se tudtam, mielőtt felmentem a színpadra.
Azt is mondta, hogy túl sok negatív élmény érte, és nem bírta tovább elviselni. Nem szeretettel beszél a Kornról. Azt állítja, nincsen benne semmi érzelem a volt társai iránt. Elmondása szerint James Shaffer felé nincsen semmilyen érzelme, viszont nem éppen szeretettel beszélt Jonathan Davisről és Reginald Arvizuról is. Jonathan Davis és David Silveria is azt állítja, hogy 2006 decembere óta nem is beszéltek.

### INFINIKA(2012-jelen)
2012. január 24-én David Silveria a YouTube-on bejelentette, hogy az INFINIKA dobosa lett. A debütáló albumuk még 2012-ben meg fog jelenni.

## Diszkográfia
L.A.P.D.:
- 1989: Love And Peace Dude
- 1991: Who's Laughing Now
- 1997: L.A.P.D.

Korn:
- 1994: Korn (album)
- 1996: Life Is Peachy
- 1998: Follow the Leader
- 1999: Issues
- 2002: Untouchables
- 2003: Take a Look in the Mirror
- 2005: See You on the Other Side